# 중국 인민해방군 전략지원부대
중국 인민해방군 전략지원부대(중국어 간체: 中国人民解放军战略支援部队, 영어: 
People's Liberation Army Strategic Support Force (PLASSF)는 2015년 12월 31일부터 2024년 4월 19일까지 있었던 중국 인민해방군의 군종 겸 지원부대이다.

## 역사
전략지원부대는 화전군의 뒤를 이어 다섯번째로 2015년 12월 31일에 창설된 군종이다. 전략지원부대의 창설로 인민해방군은 5개의 독립병종 체제가 되었다. 전략지원부대의 임무는 구체적으로 공개되지는 않았으나 전자전, 사이버전을 담당하고 화전군의 핵전쟁과 우주전을 지원하는 역할을 할 것으로 전망된다.
2024년 4월 19일, 전략지원부대가 폐지되고 信息支援部隊 신식지원부대[*](정보군), 网络空间部队 망락공간부대[*](사이버스페이스군), 軍事航天部隊 군사항천부대[*](우주군)로 분리되므로서, 중국 인민해방군이 4군4병종 체계로 재편성되었다.

## 구조

### 기능부문
- 參謀部 참모부[*]
- 政治工作部 정치공작부[*]
- 纪律检查委员会 규율검열위원회[*] (감사위원회)
- 網絡系統部 망락계총부[*]
- 航天系統部 항천계총부[*]

### 직할조직
- 총의원 (전문의료원)
- 兴城疗养院 싱청 요양원[*] (참모부 소속)
- 信息通信基地 신식통신기지[*]
- 三一一基地 311기지[*]
- 中國核試驗基地 중국핵실험기지[*] (제21실험훈련기지)
- 中國洛陽電子裝備試驗中心 중국 뤄양 전자장비시험소[*] (제33실험훈련기지)
- 직할 고등대학
  - 항천공과대학 (항천계총부 소속)
  - 신식공과대학 (망락계총부 소속)